# Embarcadero Puerto de Comodoro Rivadavia
Puerto de Comodoro Rivadavia era un embarcadero ferroviario al servicio de la Administración Nacional de puertos que funcionó para recibir y despachar los embarques que eran movidos por el ex Ferrocarril de Comodoro Rivadavia a Colonia Sarmiento. El mismo funcionó en la provincia de Chubut (Argentina), departamento Escalante dentro del ejido urbano de la ciudad de Comodoro Rivadavia.
El puerto se constituyó como el único punto para que el ferrocarril pudiera exportar e importar todo lo que necesitaba a través del transporte de ultramar desde el inconcluso puerto Antonio Morán.
Junto con la estación Comodoro Rivadavia, era el único punto del ferrocarril con la capacidad de operardos trochas. Sin embargo, con la salvedad que en torno al a estación matriz se desarrolló un sistema de una bitrocha y en este embarcadero operaron en forma diferenciada ambas medidas viales.

## Toponimia
Su nombre deriva del puerto al cual arribaban o eran despachadas las cargas de todo el ferrocarril. 

## Historia
El puerto tuvo dos ubicaciones a lo largo de los años: En primer momento se lo colocó junto al muelle Maciel construido desde 1908 y ubicado en torno a la playa Costanera, en inmediaciones de Prefectura Naval. El muelle era precario y sencillo como el empalme en medidas y tecnología. Esto no le impidió operar cargas y transporte de pasajeros con lanchas desde los vapores y grúas ferroviarias que cargaban personas y mercaderías.
Una vez iniciadas las obras del puerto Antonio Morán actual en 1923 y hallarse avanzadas en 1929 la centralización de las tareas portuarias fue traslada allí. Para la construcción del puerto se creó una línea propia de trocha económica que nacía en este sitio y se prolongaba hasta inmediaciones de Punta Piedras. Su misión era traer el material para el relleno desde este punto hasta el puerto mismo. El ramal a Punta Piedras operó. En 1935 a los objetivos de carga del ramal, gracias a las necesidades de transporte de la época, se fueron anexando vagones para pasajeros con algunas comodidades y un apeadero provisorio en su punta de riel. Posteriormente, se cambió todo el transporte de pasajeros a autovías (ferrobuses). Por medio de estos cambios, el ramal vio rebozar de pasajeros en temporadas estivales por su cercanía a las playas de Rada Tilly. Hecho que lo llevó a constituirse como uno de los pocos ramales que funcionaron con finalidades turísticas en la zona. Con el tiempo el ramal fue cedido a la administración ferroviaria de Comodoro Rivadavia y operó a pleno hasta el 15 de febrero de 1953 se produjo el trágico accidente ferroviario en la Playa 99. Fallecieron 26 personas que viajaban desde esta estación a Comodoro Rivadavia tras un día bello de playa. El número de víctimas se acrecentó cuando el coche cayó en el proceso de volverlo al vertical con pasajeros todavía adentro.Esto determinó que el ramal bajara sus recorridos y uso hasta que el 20 de agosto de 1958 sufrió la clausura definitiva. El cierre se encausó en la llegada al poder de Arturo Frondizi. Las vías fueron levantadas casi en su totalidad de forma rápida. Sin embargo, para 1975 existían aún vías de trocha económica en el puerto, pero ya no se distinguía su uso. Cuando Marcelo Arcas visitó en febrero de 1977 lo que quedaba del agonizante ferrocarril de Comodoro Rivadavia a Colonia Sarmiento; los talleres de km 5 fueron considerados verdaderos museos vivientes con abundante material ferroviario totalmente de antaño. Justamente, entre los vestigios del material rodante aun prevalecía material de trocha angosta en abandono. Sin embargo, tras casi 20 años de cierre ya ningún trabajador sabía explicar la existencia de los vehículos antiguos y mucho menos lo que permanecía del material rodante del ramal de trocha angosta.
Por otro lado, el muelle Maciel operó algún tiempo más hasta su desarme en 1933. El nuevo puerto obligó a direccionar el empalme y la derivación vial en torno a la estación Comodoro Rivadavia.De este modo, el empalme fue movido en dirección recta a la estación central quedando el empalme en inmediaciones de la ruta y calles Güemes/Máximo Abasolo. A partir del empalme se posibilitó un desvío recto hacia el puerto mientras que si era esquivado la vía se dirigía rumbo norte a la zona de la Costanera y los kilómetros. Fue necesario crear un pequeño ramal de menos de un kilómetro  desde el empalme en dirección al nuevo puerto. Esta derivación vial fue registrada por pocos relevamientos o documentos por su escaso tamaño y que además dependía de la Administración General de puertos y no del ferrocarril. La red ferroviaria por el puerto llamada líneas de la Administración General de Puertos.De este modo, el empalme y el embarcadero del puerto tuvieron sus propios talleres, administradores y maquinaria diferentes al ferrocarril principal. Además, esto produjo que los detalles de la línea al puerto se registraran en documento de itinerarios e informes de horarios del ferrocarril por estar focalizado en cargas y por pertenecer ala Administración General de Puertos. Sin embargo, desde 1918 los documentos registran gran cantidad de cargas y movimientos relacionados con el puerto.
El avance de la obra produjo que la actividad ferroviaria y portuaria se mudaran a este punto. Como resultado, las tareas de carga y descarga marinas quedaron centradas y apoyadas por este embarcadero ferroviario desde entonces hasta 1978. La intensa actividad del embocadero se vio reflejada en el informe de 1958 que lo describe como "estación de cargas y conectada mediante el empalme con líneas de la Administración General de Puertos. Llamativamente, no se comunicó más detalles de infraestructura del embarcadero o del desvío/ramal al puerto. Además, no fueron aludidos en la nómina de elementos de infraestructura del ferrocarril o la cercana estación Comodoro Rivadavia quizás por su dependencia de Administración Nacional de Puertos.

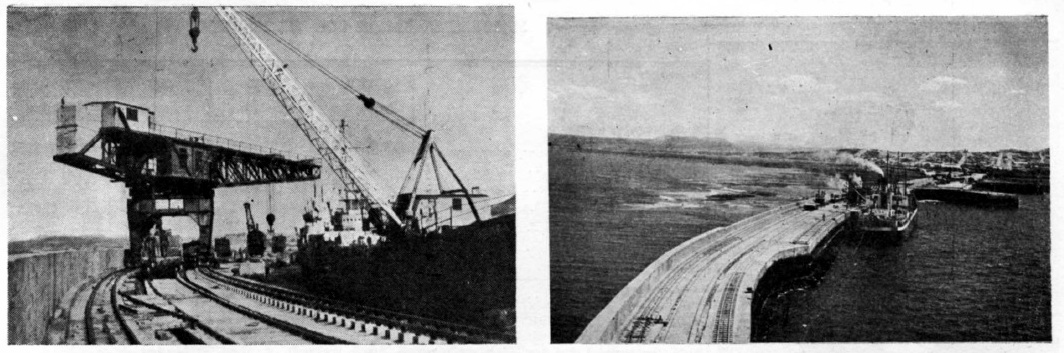
El puerto de Comodoro con gran cantidad de instalaciones ferroviarias.

En 1940 la película Petróleo se volvió el único registro fílmico de cine nacional que inmortalizó a este ferrocarril retratando los trabajos de transporte en el puerto de Comodoro Rivadavia.
Para 1950 la Gobernación Militar de Comodoro Rivadavia elaboró un informe de la situación e historia del ferrocarril. El documento confirma que en el embarcadero operaba en función a los movimientos que las empresas Costa Sud, Sociedad Anónima Importadora y Exportadora de la Patagonia, Pérez Companc, Navemar, Transportes Nacionales y la Flota Mercante del Estado realizaban intensivamente en el puerto.

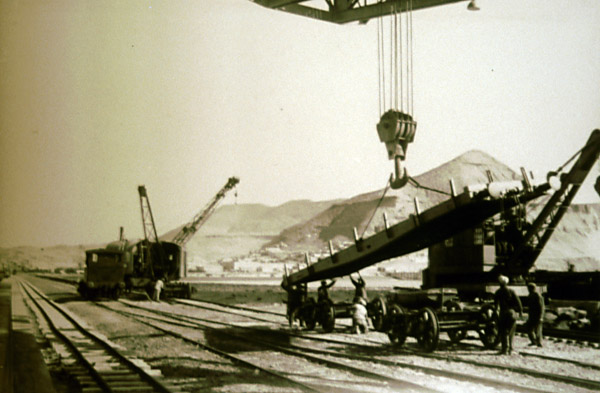
La grúa Titán descarga vagones de trocha ancha desde un barco. Se pueden ver las vías de trocha angosta del ferrocarril y el Cerro Chenque

La mediocre planificación urbana de la ciudad de Comodoro y de la infraestructura ferroviaria planificado para crear el sistema ferroviario en la Patagonia no tardó en generar problemas: Desde los años cuarenta el pueblo empezó a crecer y se hizo evidente que la estación y su infraestructura interrumpían el crecimiento de la parte central de Comodoro. De este modo, empezaría la larga batalla entre la municipalidad de Comodoro y la gerencia del ferrocarril por lograr que el tren deje paso a la circulación por el barrio centro. Esto se debió a una población que se concentró en torno a la estación, emplazada en tierras del barrio Centro. Es así que se inició un reclamo para la desactivación de las 5 hectáreas afectadas a la actividad ferroviaria en el centro de Comodoro. Finalmente, la municipalidad ganó la puja: el ferrocarril debió permitir el tráfico por esas calles y años después ceder sus tierras y bienes en el Centro. El debate se terminó intensificando desde los años sesenta y los intentos de los habitantes del Centro para desafectar a la estación matriz, consiguieron que en 1969 las tierras del ferrocarril sean transferidas al municipio de Comodoro. Sin embargo, el traspaso de nación al municipio se demora hasta principios de los setenta, por lo que las vías que atravesaban gran parte del barrio Centro fueron anuladas recién en esos años. Como resultado, la mayor parte de la tierra del ferrocarril pasó al municipio que inició la urbanización. Esto obligó al ferrocarril a ejecutar cambios: el empalme al puerto fue transferido desde 1971 muy cerca de su primera ubicación original en inmediaciones del cruce de calle San Martin; y en proximidades de este punto se compensó la pérdida de la estación con la creación de una precaria parada nueva, aun en el barrio Centro, pero solo en su entrada. La misma se mantuvo hasta la clausura de todo el ferrocarril.
Los formaciones que arribaban al Centro tenían como destino el puerto Antonio Morán o la precaria parada construida en inmediaciones al empalme de la vía cerca del puerto. Para cuando Marcelo Arcas visitó en febrero de 1977 dejó relato de un ferrocarril agonizante que con sus últimos esfuerzos realizaba el servicio suburbano en los últimos 35 kilómetros habilitados. Puntualmente, él describió una parada precaria construida en inmediaciones del empalme al puerto solo para pasajeros en reemplazo de la estación central que ya no mostraba vías en casi todo el barrio Centro y un ferrocarril que despachaba formaciones a vapor al puerto cargueras de uno o dos vagones al puerto por semana.La nueva configuración redirecciono el pequeño ramal al puerto a través del parque soberanía por donde pasó el desvío hacia el puerto. Esto se mantuvo  hasta la clausura de todo el ferrocarril y fue uno de los últimos vestigios ferroviarios en el Centro comodorense. Una vez cerrado definitivamente el ferrocarril en 1978 al tiempo la municipalidad procedió a tapar y levantar lo que quedaba de las vías en inmediaciones de este punto y el Centro quedó desde entonces con pocos vestigios ferroviarios. El procedimiento elegido por los municipales fue doloroso de ver para los ferroviarios :

"Es un crimen lo que hicieron con los durmientes, en vez de levantarlos taparon todo.... fue muy triste verlo.."
Víctor Carrizo

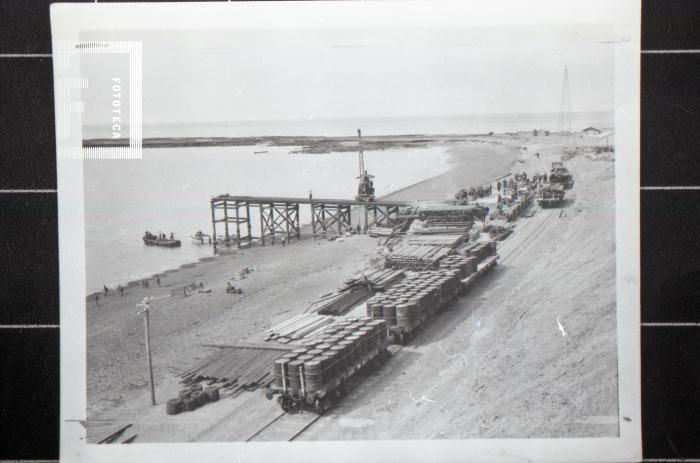
Trabajos de cargas en el primer puerto de Comodoro Rivadavia el muelle Maciel. Nótese la extensa playa de materiales al costado de la vía principal.

Aunque la actividad cesó por completo en 1978; la vía principal que atravesaba el puerto perduró hasta los años 1990, luego fue reemplazada por asfalto durante los trabajos de conclusión del puerto.
Luego de borrar lo último que quedaba la municipalidad dejó un pequeño tramo del desvío al puerto que pasaba por el parque soberanía y colocó un solar compuesto de un coche histórico para 60 personas de marca Bluseister; de origen inglés y data de 1890 y una locomotora Societe Cockenll Seanng de origen belga de 1910 que ejecutaba maniobras de cargas en el puerto. El monumento funcionó en la costanera hasta el año 2001 cuando fue movido hacia el nuevo solar de la restaurada exestación Comodoro Rivadavia.Esto determinó el fin del último tramo de vía que prevalecía del desvío al puerto.
En cuanto a las instalaciones ferroviarias portuarias la mayoría sobrevivió en distinta medida en abandono a pesar de cesar la actividad ferroviaria definitivamente en 1978. Esto se mantuvo así hasta 1994, cuando se produjo la continuación de las obras del puerto y se finalizaron el 12 de octubre de 1996. Las obras se retomaron con fondos provinciales provenientes del pago de bonos por la deuda histórica de regalías de YPF con la provincia del Chubut. En las mismas se incluyen: ampliación más importante del puerto, construyéndose 216 m del frente de atraque del muelle de ultramar y un muelle pesquero de 108 m, dragado del antepuerto y en el muelle de ultramar (se logró una profundidad de 10 m al cero de marea), construcción de un cerramiento que permitió recuperar 15,6 ha de terreno en la sur del puerto (para el asentamiento de las empresas de servicios portuarios que operarían en el futuro). Las últimas imágenes de las vías que penetraban en el puerto fueron tomadas en esos años luego fueron levantadas o sepultadas bajo el asfalto.

Actualmente, los geólogos de la UNPSJB consideran que la construcción de obras civiles en el mar como la del puerto modificó el perfil de playa ya que se generó un cambio en la forma en que las olas chocan contra la costa y dónde lo hace. El cambio en las corrientes marinas y la incidencia del oleaje sobre la costa produjo notable erosión sobre el talud del cerro Chenque que trajo aparejada la destrucción del terraplén entre el empalme al Puerto y el desvío kilómetro 1.9 . Aunque el fenómeno venía avanzando se agravó desde 1996 cuando fue concluido el puerto.

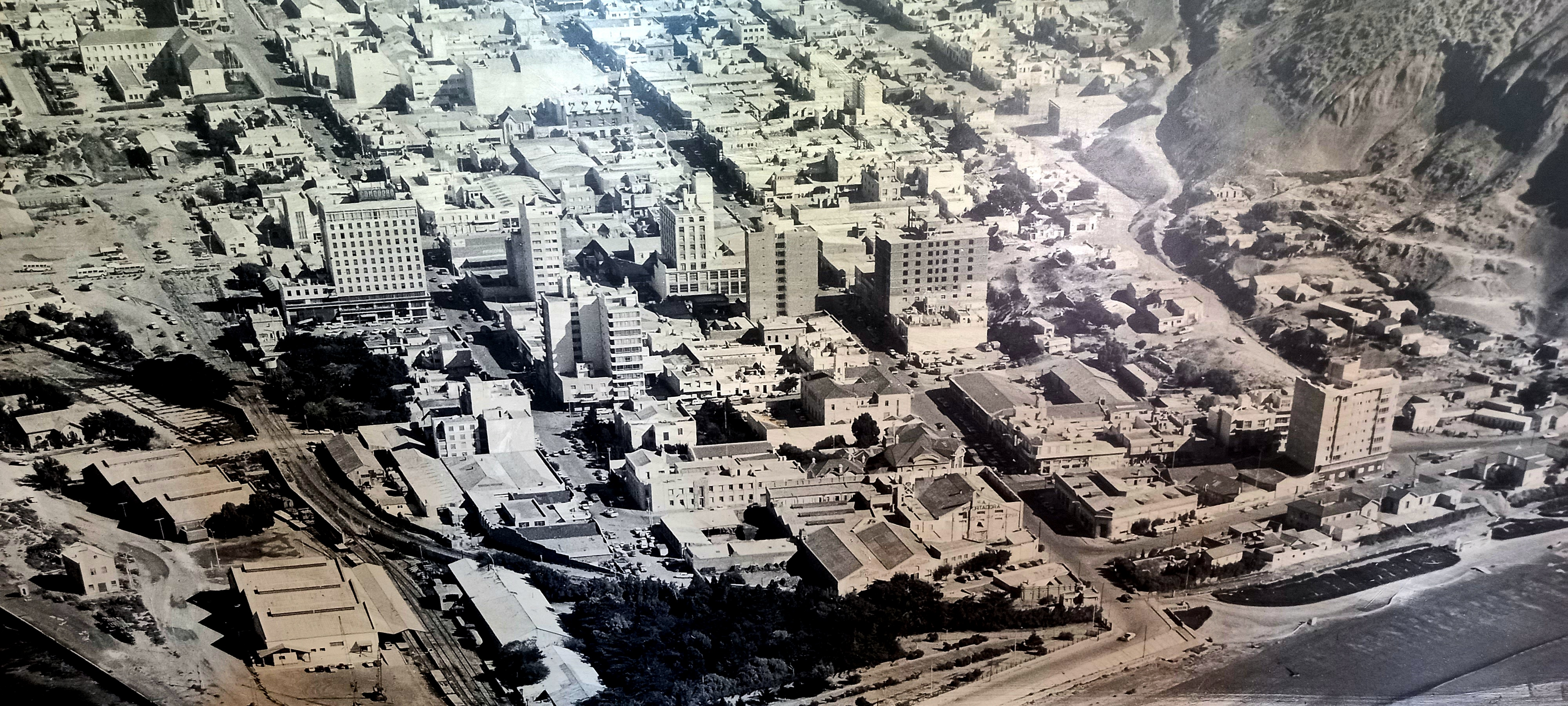
Última imagen de la estación Comodoro en actividad con gran parte de su infraestructura. Se observa el pequeño desvío hacia el puerto antes de la gran curva que iba hacia el norte. Luego ese tramo sería reemplazado por uno nuevo que pasaba delante del parque Soberanía.
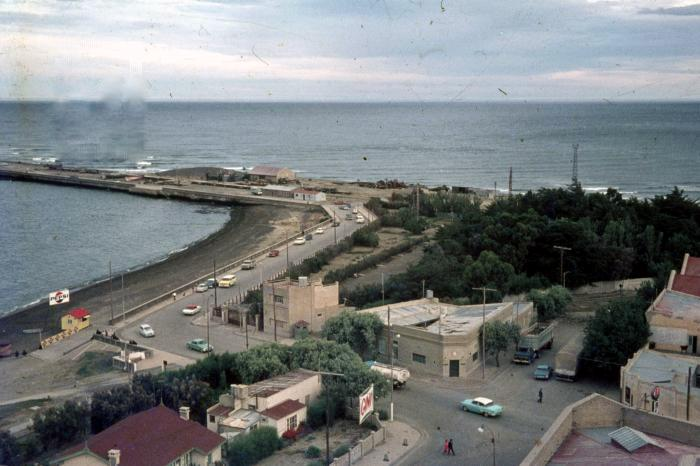
Vista del área de la parada céntrica al costado de un edificio de un piso antes de que las vías, junto al parque Soberanía, tomaban curva rombo estación Comodoro Rivadavia. El área fue reformada y la gran curva y el empalme fueron anulados desde 1971 cuando en el espacio vacío del parque se colocaron las vías al puerto y más al norte se traslado el empalme al puerto.
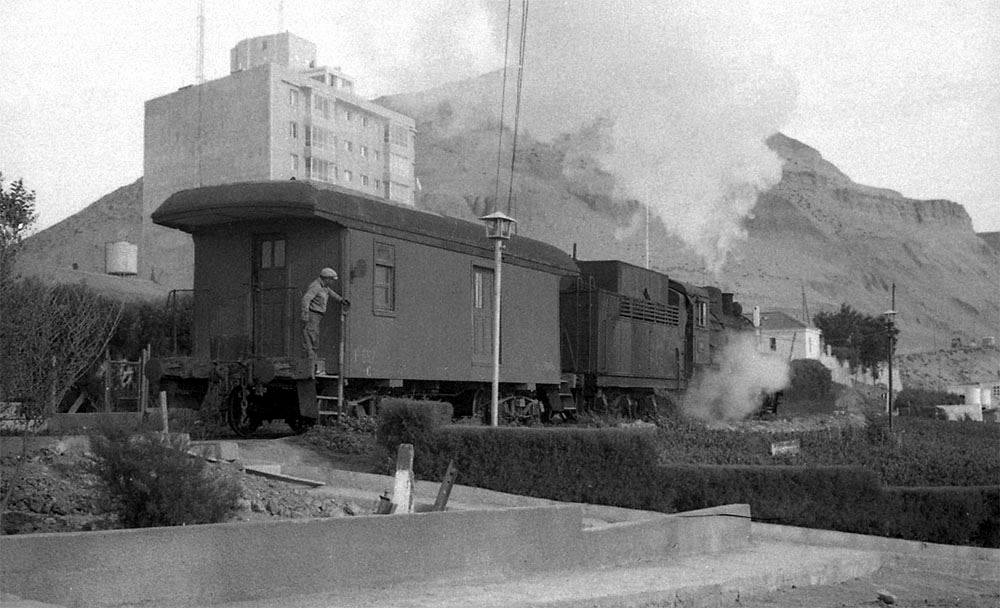
Formación a vapor atravesando el centro de Comodoro, frente al andén apeadero Comodoro Rivadavia, rumbo al empalme para retomar la vía principal rumbo al norte tras visitar el puerto.
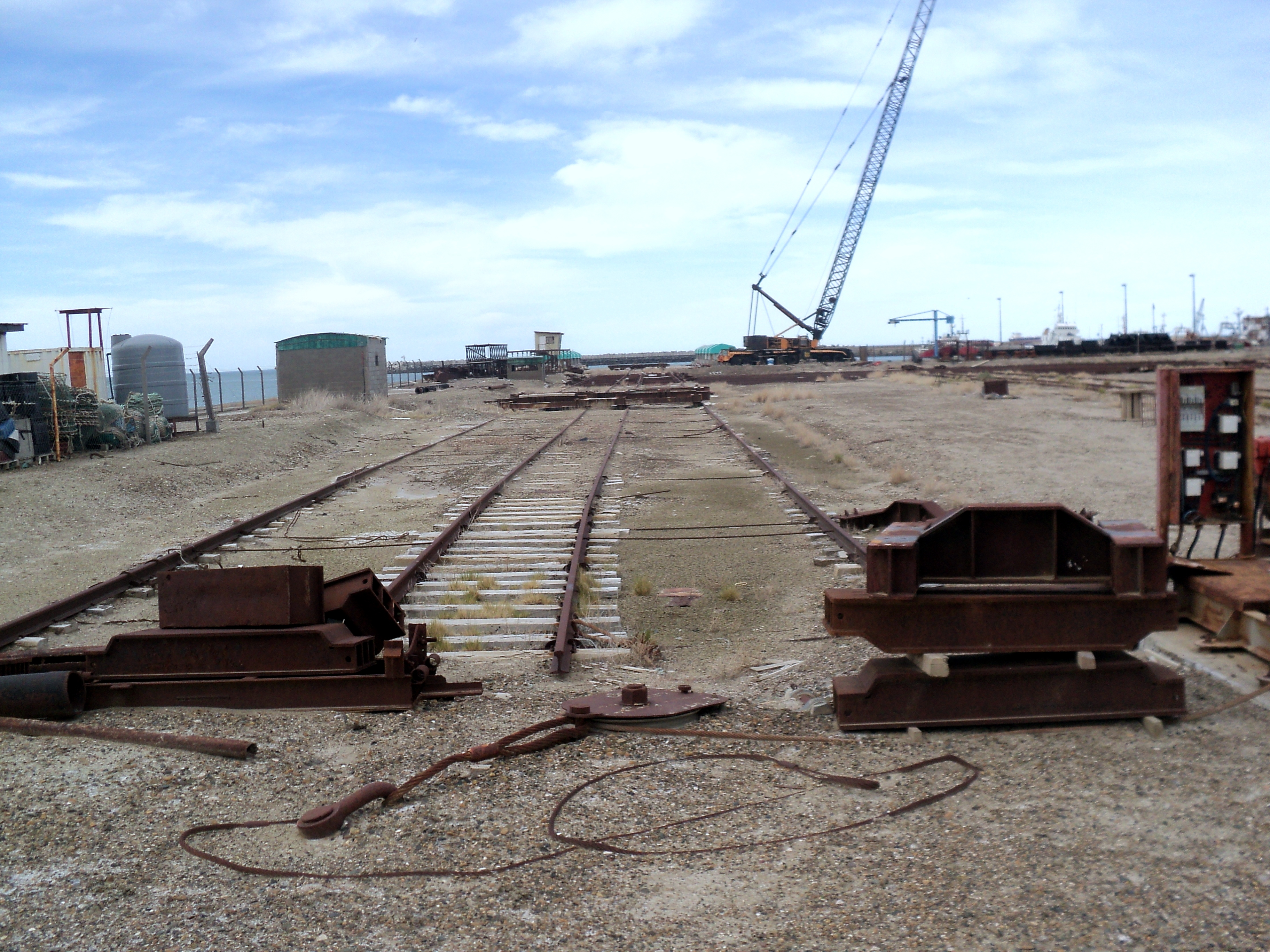
Restos ferroviarios en el puerto Antonio Morán.
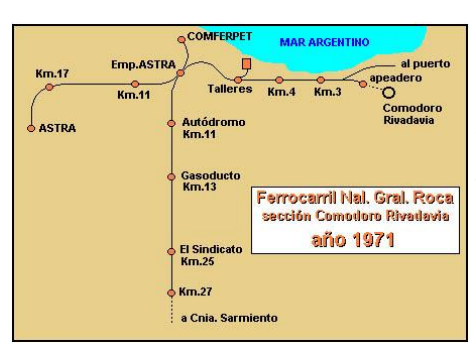
Situación del ferrocarril desde 1971 sin el tramo hacia su estación principal, con un nuevo desvío al puerto y posiblemente sin viajes a Colonia Sarmiento.